# G20-Gipfel in Osaka 2019
Der G20-Gipfel in Osaka 2019 (englisch: 2019 G20 Osaka Summit) war das vierzehnte Gipfel-Treffen der Gruppe der zwanzig wichtigsten Industrie- und Schwellenländer (G20), das am 28. und 29. Juni 2019 im International Exhibition Center der japanischen Stadt Osaka stattfand. Es war der erste G20-Gipfel, der in Japan ausgerichtet wurde.

## Teilnehmer
Zu den Teilnehmern zählten Vertreter der G20-Mitgliedstaaten und der Europäischen Union (EU).
Als Gäste wurden die damaligen Vorsitzenden der Asiatisch-Pazifischen Wirtschaftsgemeinschaft (Sebastián Piñera), der Afrikanischen Union (Abd al-Fattah as-Sisi), der Neuen Partnerschaft für Afrikas Entwicklung (Macky Sall) und des Verbandes für Südostasiatische Nationen (Prayut Chan-o-cha), die Ministerpräsidenten der Niederlande (Mark Rutte) und Spaniens (Pedro Sánchez) sowie die Premierminister von Singapur (Lee Hsien Loong) und Vietnam (Nguyễn Xuân Phúc) eingeladen. Zudem nahmen verschiedene internationale Organisationen bzw. deren Präsidenten, Generaldirektoren oder -sekretäre am Treffen teil.

## Themen

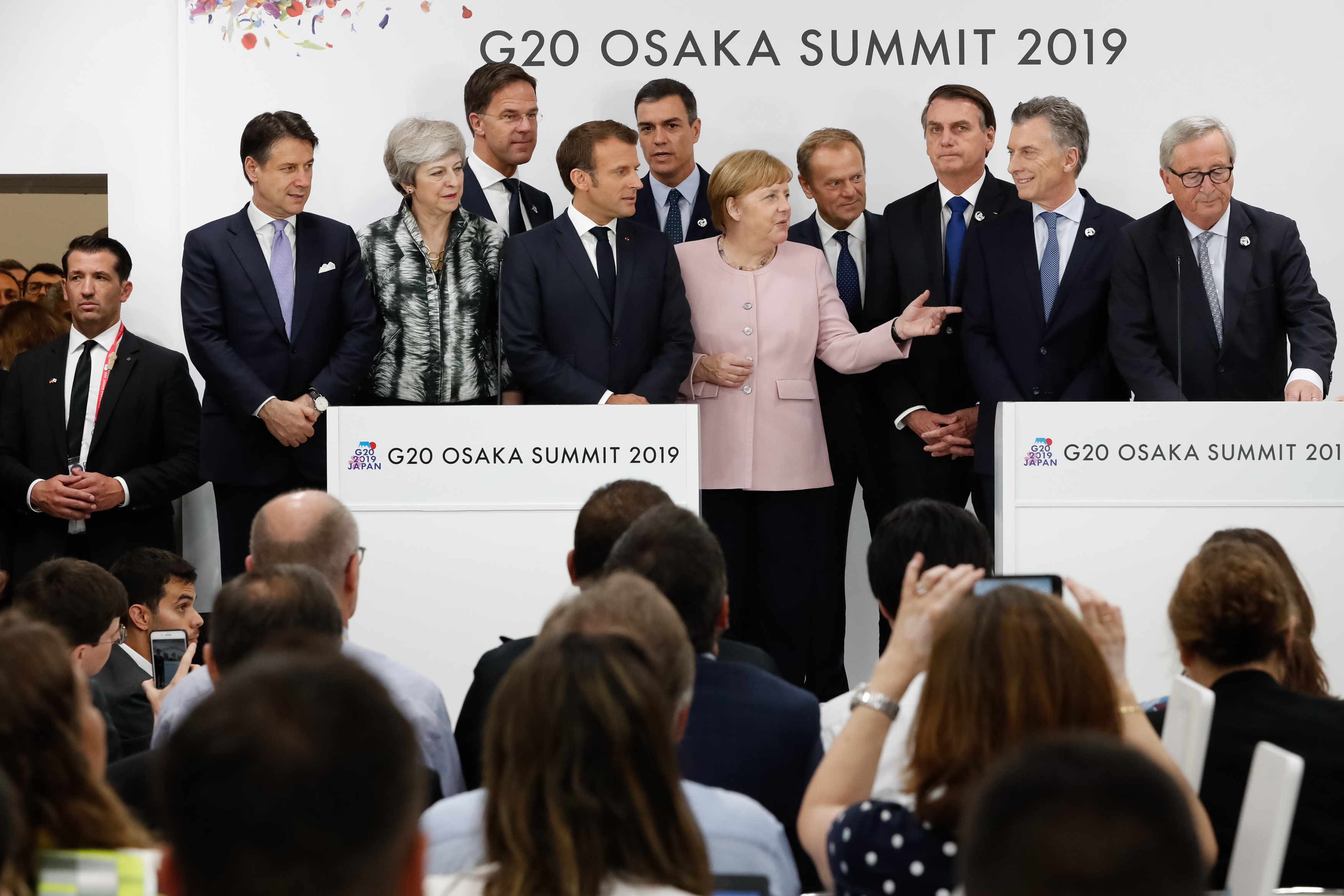
Das Freihandelsabkommen Europäische Union-Mercosur wird eine der größten Freihandelszonen der Welt bilden

Der G20-Gipfel 2019 diskutierte acht Themen zur Sicherung einer globalen nachhaltigen Entwicklung. Die acht Themen waren „Globale Wirtschaft“, „Handel und Investitionen“, „Innovation“, „Umwelt und Energie“, „Beschäftigung“, „Stärkung der Rolle der Frau“, „Entwicklung“ und „Gesundheit“.
Das Außenministerium der Volksrepublik China hatte am 24. Juni eine Erklärung abgegeben, in der es die Proteste gegen das Auslieferungsgesetz 2019 in Hongkong als innere Angelegenheiten Chinas betrachtet. Die chinesische Regierung wollte das Thema Hongkong von der Tagesordnung des Gipfels für das Jahr streichen, um mögliche politische und sicherheitspolitische Konfrontationen zwischen allen G20-Führern (von außerhalb Chinas) und China zu vermeiden. China hatte gedroht, G20-Nationen anzugreifen, die verdächtigt werden, China „zu Unrecht“ beschuldigt zu haben. Der japanische Premierminister Abe hatte das Thema jedoch kurz vor dem offiziellen Gipfel gegenüber Präsident Xi angesprochen, während einige Bürger Hongkongs an Orten rund um den Veranstaltungsort des Gipfels protestierten. Der Pro-Unabhängigkeitsführer Chan Ho-tin demonstrierte mit Angehörigen chinesischer ethnischer Minderheiten wie Rebiya Kadeer für Hongkong sowie Xinjiang Themen.